# Fala, Ruže

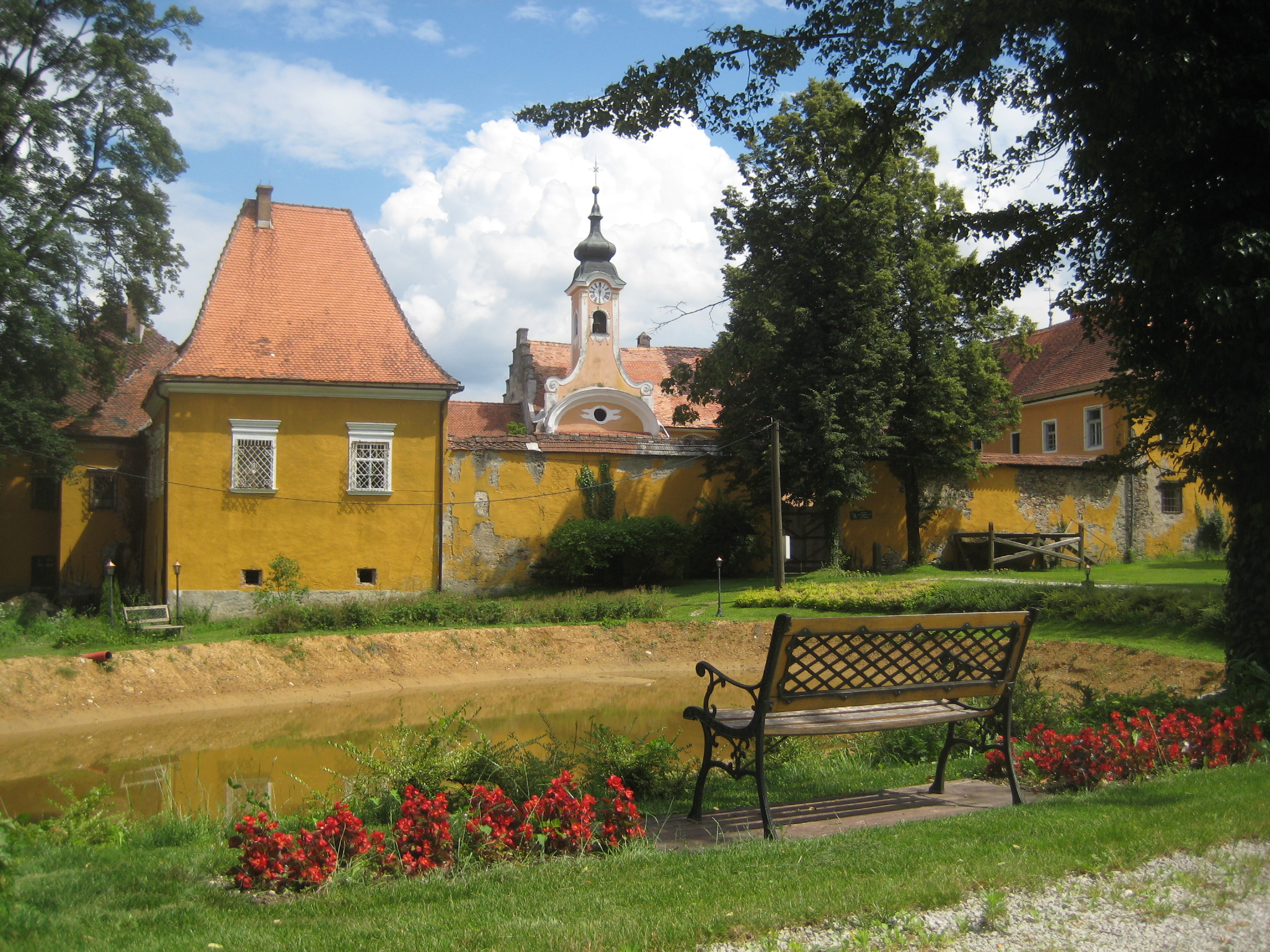
Fala slott år 2009.

Fala (tyska: Faal) är ett samhälle med 75 invånare (2019) vid floden Drava i nordöstra Slovenien. Den delen av samhället som ligger väster om floden tillhör Ruže kommun och resten tillhör kommunen Selnica ob Dravi.
Fala slott från 1500-talet ligger i södra delen av samhället. Det har renoverats och är öppet för besökare på helgerna.
Falas vattenkraftverk, som byggdes mellan åren 1913-1918 har en kapacitet på 85 MW. Den ursprungliga kraftverksbyggnaden är kulturskyddad och idag museum.